# Bolsa de Lorient
La bolsa de Lorient fue una de las zonas de resistencia alemana en Francia a finales de la Segunda Guerra Mundial. 

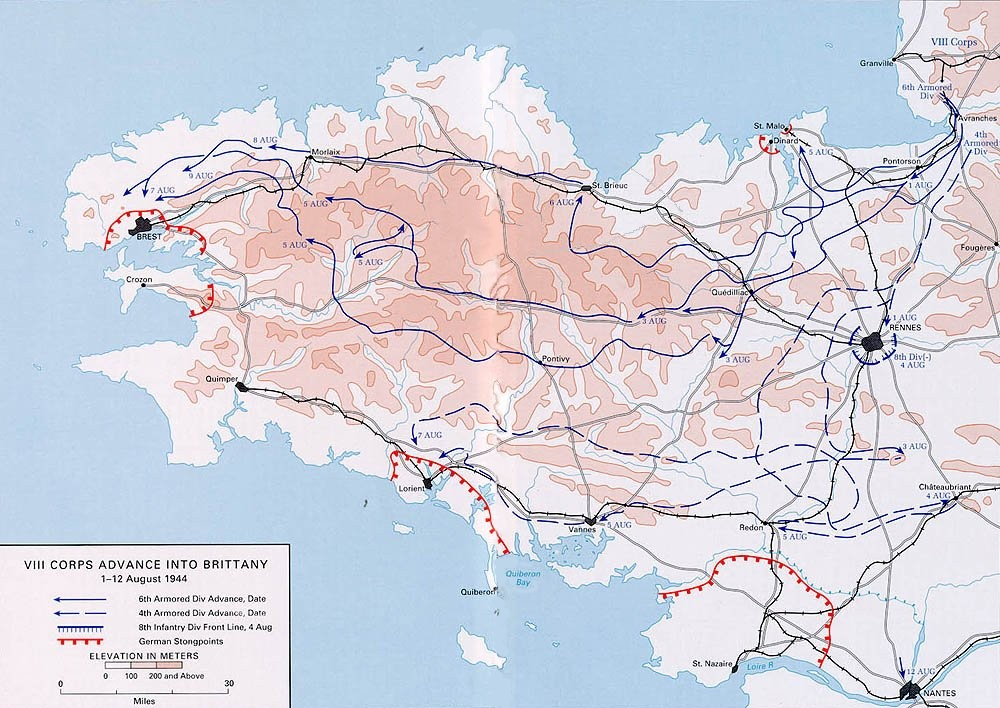
El frente en Bretaña entre el 1 y el 12 de agosto de 1944.

## Presentación
La bolsa de Lorient se ubicó en la parte suroeste del departamento de Morbihan (Francia), extendiéndose desde las orillas del río La Laïta al oeste hasta Plouharnel al este y englobó las islas de Groix y de Belle-Île-en-Mer, así como la península de Quiberon.
Se formó en torno a la base de submarinos de Lorient al resistir las tropas alemanas al avance aliado en Bretaña en agosto de 1944 y se mantuvo relativamente estable hasta la rendición de Alemania en mayo de 1945.